# Radar cảnh báo sớm tầm xa
Bản mẫu:Infobox radar
Radar cảnh báo sớm tầm xa (Long Range Discrimination Radar) (LRDR) là radar được thiết kế đưa vào phục vụ tại Alaska vào năm 2020 như là một phần của hệ thống phòng thủ chống tên lửa liên lục địa (GMD). Nhà thầu chính là Lockheed Martin, với bản hợp đồng được ký tháng 10 năm 2015 trị giá US$784 million nhận được từ Cục phòng thủ tên lửa.
LRDR là radar có gốc Gallium Nitride (GaN), Radar cảnh báo sớm quét mảng pha (AESA) Bán dẫn thể rắn, cho phép phủ sóng radar liên tục  ngay cả khi nó đang được sửa chữa bảo trì. Radar chứa những khối radar rắn rồi từ đó tổ hợp lại trở thành radar hoàn chỉnh. Thiết bị đa dụng GaN sử dụng trong radar có xuất xứ từ hãng điện tử Nhật Bản Fujitsu, theo thông báo của Lockheed Martin.
Việc xây dựng trạm LRDR tại Alaska được bắt đầu vào năm 2019, chạy thử tại Clear Air Force Station trung tâm Alaska.

## AN/SPY-7(V)1
AN/SPY-7(V)1 là tên gọi chính thức của phiên bản LRDR sử dụng trong hệ thống phòng thủ tên lửa Aegis. Ngày 30 tháng 7 năm 2018, chính phủ Nhật đã đồng ý mua 2 cặp radar AN/SPY-7(V)1 lắp cho cơ sở radar Aegis phiên bản trên đất liền và sẽ được lắp đặt ở tỉnh Yamaguchi và tỉnh Akita. Trạm đầu tiên dự kiến hoạt động vào năm 2025, theo như Lực lượng phòng vệ Nhật Bản.
Cục phòng thủ tên lửa cũng đồng thời quyết định sử dụng cho cơ sở Aegis dự kiến đặt tại Hawaii. Công nghệ cốt lõi của AN/SPY-7(V)1 sẽ được sử dụng trong Thiết kế tàu chiến mặt nước tương lai của Canada và tàu frigate lớp F-110 của không quân Tây Ban Nha.
Lockheed Martin đang đề xuất phiên bản này của Radar nhằm thay thế cho radar AN/SPY-1 trong chương trình nâng cấp cho Hải quân Mỹ đẻ kéo dài tuổi thọ của tàu lớp Ticonderoga và Arleigh Burke cho đến năm 2040.
Tháng 11 năm 2020, radar AN/SPY-7(V)1 đã được Canada lựa chọn là loại radar chính trong chương trình tàu mặt nước tương lai cùng với hệ thống quản lý tác chiến CMS-330 với Hệ thống tác chiến Aegis.